# Jhabrera
Jhabrera is een nagar panchayat (plaats) in het district Haridwar van de Indiase staat Uttarakhand. 

## Demografie
Volgens de Indiase volkstelling van 2001 wonen er 9.378 mensen in Jhabrera, waarvan 53% mannelijk en 47% vrouwelijk is. De plaats heeft een alfabetiseringsgraad van 57%. 